# D.O.A. (1988年の映画)
『D.O.A.』（原題同じ、別題『D.O.A./死へのカウントダウン』）は、1988年のアメリカ映画。1950年の映画『都会の牙』のリメイクである。
「D.O.A.」は、「Dead On Arrival」（到着時死亡）の略。

## ストーリー
クリスマスシーズン。 小説家志望の学生ニコラス・ラングが転落死する。
大学教授のデクスター・コーネルは、作家としてのスランプを理由に妻から離婚を言い渡される。 妻がニコラスと浮気していたことを知り、酩酊して女子寮で一夜を過ごすデクスター。 翌日になって体調不良に気づき病院に行くと、 血液から塩化ラジウムが発見され、48時間以内に死亡すると告知される。混乱したデクスターは妻のもとへと逃げるが、目の前で何者かによって妻が殴り殺される。妻殺しの容疑をかけられ、デクスターは逃亡する。
デクスターは犯人を捜すが、フィッツワリング母娘、運転手のバーナードと容疑者が次々死んでゆく。彼らの死は、毒殺事件とは全く別の事件の結末だった。
結局、助教授のハルがニコラスを投げ落とし、デクスターに毒を盛り、妻を殺した犯人だとわかる。目的は、ニコラスの書いた小説を自分名義で出版することだった。
ハルを射殺し、警察署ですべてを語り終えたデクスターは、いずこともなく立ち去ってゆく。

## キャスト
| 役名                       | 俳優                       | 日本語吹替                                               |
| 役名                       | 俳優                       | VHS版                                                    |
| -------------------------- | -------------------------- | -------------------------------------------------------- |
| デクスター・コーネル       | デニス・クエイド           | 大塚芳忠                                                 |
| ゲイル・コーネル           | ジェーン・カツマレク       | 達依久子                                                 |
| フィッツワリング夫人       | シャーロット・ランプリング | 沢田敏子                                                 |
| クッキー・フィッツワリング | ロビン・ジョンソン         | 安永沙都子                                               |
| バーナード                 | クリストファー・ニーム     | 牛山茂                                                   |
| ハル・ペーターシャム       | ダニエル・スターン         | 小島敏彦                                                 |
| ニコラス・ラング           | ロブ・ネッパー             | 宮本充                                                   |
| シドニー・フラー           | メグ・ライアン             | 水谷優子                                                 |
| その他                     |                            | 有本欽隆 吉水慶 塚田正昭 鈴鹿千春 小形満 中博史 種田文子 |
|                            |                            |                                                          |
| 演出                       |                            | 伊達康将                                                 |
| 翻訳                       |                            | 平田勝茂                                                 |
| 調整                       |                            | オムニバス・ジャパン                                     |
| 効果                       |                            | サウンドボックス                                         |
| 録音                       |                            | 東北新社 MA室                                            |
| 制作                       |                            | 東北新社                                                 |